# Vlčkovice v Podkrkonoší
Vlčkovice v Podkrkonoší (německy Wölsdorf) jsou obec v okrese Trutnov v Královéhradeckém kraji. Leží zhruba osm kilometrů východně od Dvora Králové nad Labem a šest kilometrů severně od Jaroměře. Rozkládá se na jihovýchodním okraji Jičínské pahorkatiny, podél potoka Drahyně. Osu obce tvoří silnice II/307. Žije zde 364 obyvatel.

## Historie
Obec Vlčkovice v Podkrkonoší vznikla 1. ledna 1950 sloučením dvou obcí, jimiž jsou Dolní Vlčkovice a Horní Vlčkovice.

## Obyvatelstvo
| Rok            | 1869  | 1880  | 1890  | 1900  | 1910 | 1921 | 1930 | 1950 | 1961 | 1970 | 1980 | 1991 | 2001 | 2011 | 2021 |
| -------------- | ----- | ----- | ----- | ----- | ---- | ---- | ---- | ---- | ---- | ---- | ---- | ---- | ---- | ---- | ---- |
| Počet obyvatel | 1 094 | 1 067 | 1 050 | 1 005 | 995  | 789  | 864  | 555  | 514  | 503  | 447  | 378  | 391  | 388  | 358  |
| Počet domů     | 178   | 179   | 179   | 184   | 180  | 182  | 192  | 151  | 134  | 129  | 117  | 138  | 133  | 135  | 142  |

## Obecní správa

### Části obce
- Dolní Vlčkovice
- Horní Vlčkovice

K obci, části Dolní Vlčkovice, přísluší též samota Kašparova Hora, situovaná asi tři kilometry severozápadně od Vlčkovic v Podkrkonoší.

### Obecní symboly
Znak a vlajka byly obci uděleny rozhodnutím předsedy Poslanecké sněmovny Parlamentu České republiky dne 15. dubna 2010.

## Kultura
O kulturu se v obci stará několik organizací a to zejména TJ Sokol Vlčkovice, SDH Vlčkovice a Myslivecký spolek Vlčkovice. Většina akcí je zaměřena na děti a mládež – zejména mezi opakující se akce patří dětský karneval, pálení čarodějnic, dětský den. Taktéž se každoročně pořádají akce jako maškarní ples, hasičský ples, hasičské závody apod. Nově Myslivecký spolek pořádá i vepřové či zvěřinové hody.

## Pamětihodnosti
- Kostel svatého Josefa